# Loché, Mexiko
Loché är en ort i Mexiko.   Den ligger i kommunen Panabá och delstaten Yucatán, i den östra delen av landet, 1 200 km öster om huvudstaden Mexico City. Loché ligger 13 meter över havet och antalet invånare är 1 237.
Terrängen runt Loché är mycket platt. Runt Loché är det glesbefolkat, med 16 invånare per kvadratkilometer. Närmaste större samhälle är Panabá, 16,4 km sydväst om Loché. Trakten runt Loché består till största delen av jordbruksmark.